# Psychotria maguireorum
Psychotria maguireorum är en måreväxtart som beskrevs av Julian Alfred Steyermark. Psychotria maguireorum ingår i släktet Psychotria och familjen måreväxter. Inga underarter finns listade i Catalogue of Life.